# Kramfors
Pour la commune, voir Kramfors (commune).
Kramfors est une ville de Suède, chef-lieu de la commune de Kramfors dans le comté de Västernorrland. 6 235 personnes y vivent.